# Auchmis
Auchmis is een geslacht van motten van de familie Noctuidae.

## Soorten
- Auchmis composita Plante, 1989
- Auchmis crassicornis Boursin, 1960
- Auchmis curva (Staudinger, 1889)
- Auchmis detersa (Esper, 1791)
- Auchmis detersina (Staudinger, 1896)
- Auchmis hannemanni Plante, 1989
- Auchmis imbi Ronkay & Varga, 1993
- Auchmis incognita Ronkay & Varga, 1990
- Auchmis indica (Walker, 1865)
- Auchmis inextricata (Moore, 1881)
- Auchmis isolata Hacker, 1999
- Auchmis manfredi Hreblay & Ronkay, 1998
- Auchmis martini Ronkay & Varga, 1997
- Auchmis mongolica (Staudinger, 1896)
- Auchmis opulenta Hreblay & Ronkay, 1998
- Auchmis paucinotata (Hampson, 1894)
- Auchmis peterseni (Christoph, 1887)
- Auchmis poliorhiza (Hampson, 1902)
- Auchmis restricta (Sukhareva, 1976)
- Auchmis ronkayi Hacker & Weigert, 1990
- Auchmis saga (Butler, 1878)
- Auchmis subdetersa (Staudinger, 1895)